# Attentats du 10 janvier 2017 en Afghanistan
Les attentats du 10 janvier 2017 sont une série d'attentats terroristes perpétrés dans les villes afghanes de Lashkar Gah, de Kaboul et de Kandahar. Ces attaques font 57 morts et une centaine de blessés.

## Déroulement

### Attentat de Lashkar Gah
La première attaque a lieu à Lashkar Gah, la capitale provinciale du Helmand, haut lieu de l'insurrection talibane et de la production d'opium. C'est un attentat-suicide qui fait 7 morts parmi des responsables locaux. Une voiture piégée est ensuite repérée et désamorcée par les services de sécurité dans la rue à l'extérieur de la réunion.

### Attentat de Kandahar
L'attentat à Kandahar est un attentat à la bombe. Le 10 janvier au soir, pendant un dîner donné à la résidence du gouverneur de la ville, des explosifs dissimulés dans des canapés où se sont installés des convives, se déclenchent. Les explosions font 12 morts et autant de blessés. Du fait de la proximité entre les bombes et les victimes, certains corps sont totalement brûlés au point d'en être méconnaissables. 
Le gouverneur et l'ambassadeur des Émirats arabes unis, Juma al-Kaabi, font partie des blessés, ainsi que d'autres diplomates émiriens. Cinq Émiriens et le vice-gouverneur sont tués,. 

### Attentat de Kaboul
L'attentat le plus meurtrier est celui de Kaboul, la capitale du pays. Un double attentat fait 38 morts et 86 blessés, à la sortie de bureaux annexes du Parlement. Alors que c'est l'heure de sortie du travail, un kamikaze se glisse parmi les employés massés dans la rue au pied du bâtiment et se fait exploser devant un minibus qui les attendait. Quelques instants après, une voiture piégée — un gros véhicule de type 4×4 — garée de l'autre côté de la route explose à son tour, faisant de nouvelles victimes dont des policiers qui venaient d'arriver sur les lieux.

## Revendication et enquête
Les Talibans revendiquent les attentats de Lashkar Gah et de Kaboul via Twitter. Ils se félicitent d'avoir tué à Kaboul des « agents du renseignement », bien que les annexes visées n'abritent que des commissions et des bureaux de parlementaires.
L'attentat de Kandahar n'est pas revendiqué mais la police provinciale accuse les services de renseignement pakistanais et le réseau Haqqani. « Nous savons qu'ils sont derrière cette attaque parce qu'ils l'ont planifiée », affirme le général Abdul Raziq qui dirige cette police. Il était d'ailleurs présent au dîner mais était sorti prier au moment de l'explosion. Le général, très impliqué dans la lutte contre les talibans, était peut-être la véritable cible de l'attaque. Il avait proposé récemment la création d'une « zone de sécurité » pour les talibans et leurs familles, afin de les soustraire à l'influence du Pakistan.
La sécurité est renforcée dans tout le pays,.